# محمدو دياو
محمدو دياو (بالفرنسية: Mouhamadou Diaw)‏ هو لاعب كرة قدم سنغالي في مركز الهجوم، ولد في 2 فبراير 1981 في يوف في السنغال. شارك مع منتخب السنغال لكرة القدم. أما مع النوادي، فقد لعب مع نادي أميان ونادي أوكسير ونادي جان دارك ونادي كليرمونت 63 ونادي نيور.

## وصلات خارجية
- محمدو دياو على موقع رابطة كرة القدم الفرنسية للمحترفين (الإنجليزية)
- محمدو دياو على موقع قاعدة بيانات كرة القدم.إي يو (الإنجليزية)
- محمدو دياو على موقع ليكيب (الفرنسية)
- محمدو دياو على موقع ناشيونال فوتبول تيمز (الإنجليزية)